# Air Boarder 64
Air Boarder 64 è un futuristico simulatore di guida, pubblicato in Giappone e in Europa nel 1998. Inizialmente, era prevista la distribuzione del gioco da parte di ASCII Entertainment negli Stati Uniti, tuttavia il progetto fu scartato. La versione americana del gioco si sarebbe dovuta chiamare AirBoardin' USA.